# آلتایسکویه (شهرستان آلتایسکی، سرزمین آلتای)
آلتایسکویه (به لاتین: Altayskoye) یک روستا در روسیه است.